# Punta de la Orchilla
La punta de la Orchilla o cabo de Orchilla es un entrante de tierra en el mar cerca del punto más occidental de España. Se encuentra en el municipio de El Pinar, isla de El Hierro, comunidad autónoma de Canarias.

## El meridiano de El Hierro

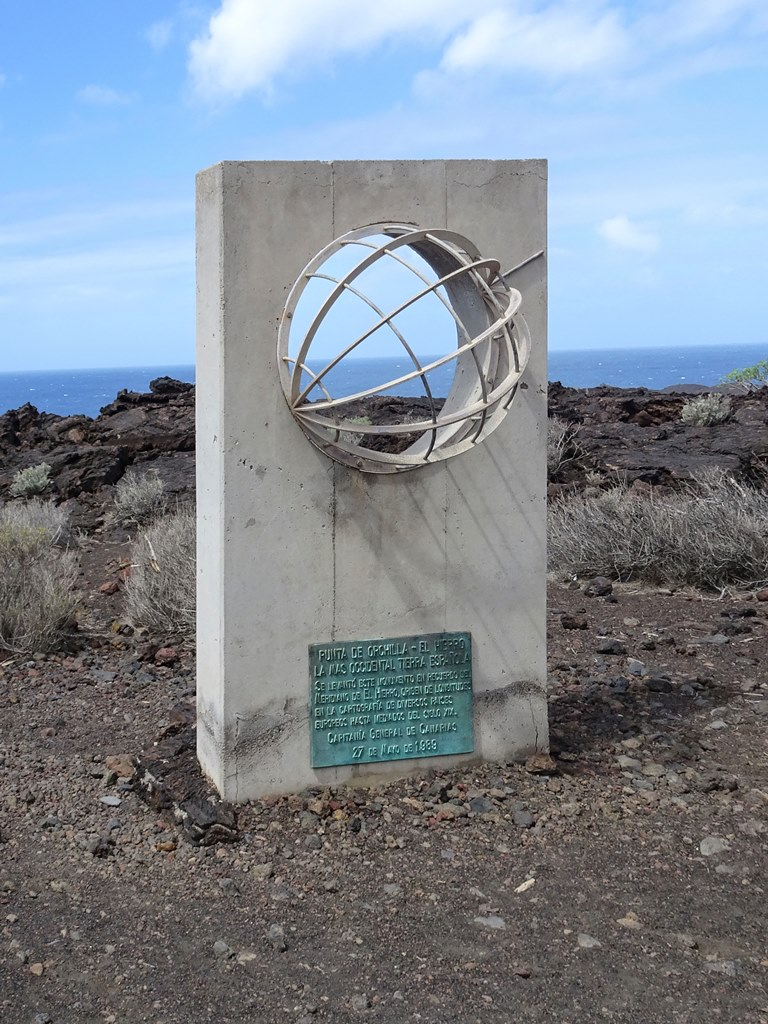
Monumento al Meridiano Cero

El meridiano de El Hierro es un punto histórico referenciado por la cartografía de la antigüedad, ya desde la época de Claudio Ptolomeo. Los franceses establecieron el meridiano 0 en dicho punto en 1634. En 1724 se realizó desde ese país un viaje para establecer su situación exacta. En muchos mapas de los siglos XVI y XVII aparece el meridiano de Orchilla como meridiano 0. El faro fue construido encima de la línea que representaba dicho meridiano.
El meridiano de El Hierro fue uno de los más usados hasta el cambio definitivo por el de la ciudad de Greenwich en 1885, durante una conferencia en Washington. Por eso, la isla de El Hierro también es conocida como la Isla del Meridiano.
Un monumento, situado en las cercanías del faro de Orchilla,  recuerda que la raya del meridiano cero pasó durante doscientos años por este punto.